# 田村義顕
田村 義顕（たむら よしあき）は、室町時代後期から戦国時代にかけての武将。陸奥国の戦国大名。田村氏23代当主。

## 略歴
田村盛顕（長享元年（1487年）没）の嫡男として誕生。
岩城常隆の娘を正室に迎える。当初は守山城を本拠としていたが、文亀4年/永正元年（1504年）に三春城を築き居城とした。
田村氏発展の基礎を築いた人物とされる。享禄5年/天文元年（1532年）、子・隆顕に家督を譲って隠居した。